# Zalotny Bułgar
Zalotny Bułgar (org. Българан е галант) – bułgarski film niemy w reżyserii Wasiła Gendowa z 1915 roku. Jest to pierwszy bułgarski film fabularny.  Jego premiera odbyła się w styczniu 1915 roku w Sofii. 
Film nie zachował się do dziś, znamy z niego tylko pojedyncze kadry. 

## Zarys fabuły
Bohater filmu podrywa na ulicy kobietę. Ta postanawia dać mu nauczkę - zabiera go najpierw na zakupy, a następnie do drogiej restauracji i (udając, że nie ma pieniędzy) prosi go o pożyczenie pieniędzy. Bohater opłaca jej zakupy i kosztowny posiłek. Gdy odprowadza ją do domu, niosąc paczki z zakupionymi towarami, trafiają na jej męża. Kobieta prosi męża o zamówienie taksówki i odchodzi, zostawiając podrywaczowi drobny napiwek.